# Meravigliosa (romanzo)
Meravigliosa (Splendid) è un romanzo della scrittrice statunitense Julia Quinn pubblicato nel 1995. Il romanzo appartiene alla saga nota come Trilogia Splendid.

## Trama
Emma Dunster, giovane ereditiera americana dai capelli rossi e occhi viola, è dotata di spirito indipendente e idee progressiste. Invitata a Londra per partecipare alla stagione mondana, desidera vivere un'ultima avventura prima del debutto in società. Travestita da cameriera, si reca al mercato e, durante il ritorno, salva un bambino da una carrozza in corsa, perdendo i sensi. Il bambino è il nipote di Alexander Ridgely, duca di Ashbourne, che rimane affascinato dal coraggio della giovane, ignaro della sua vera identità. Quando i due si rincontrano in un contesto formale, la loro attrazione reciproca cresce, ma devono affrontare le convenzioni sociali e le aspettative familiari per poter vivere il loro amore.

## Edizioni
- Julia Quinn, Meravigliosa, Mondadori, 2009, ISBN 9788804751830, OCLC 955466730.